# Aspvedgnagare
Aspvedgnagare (Ptilinus fuscus) är en skalbaggsart som beskrevs av Geoffroy 1785. Aspvedgnagare ingår i släktet Ptilinus, och familjen trägnagare. Arten är reproducerande i Sverige.